# 瓦伦多夫
瓦伦多夫（德語：Warendorf，發音：[ˈvaːʁənˌdɔʁf] ⓘ；威斯特法伦方言：Warnduorp）是德国北莱茵-威斯特法伦州明斯特行政区瓦伦多夫县的城市，也是瓦伦多夫县的县治，面积176.88平方千米，2023年12月31日人口为37,847人。